# Апогеј
Апогеј је тачка на путањи неког тијела у орбити око Земље у којој је тијело најдаље Земљи.
Општи назив је апоапсис, а код орбите Мјесеца зове се аполун или апоселен. Код орбите Сунца је афел.

## Терминологија
Речи „перицентер“ и „апоцентер“ се могу видјети, док се „периапсис“ и „апоасис“ користе само као технички термини.
| Небеско тијело | Најближи прилаз   | Најдаљи прилаз  |
| -------------- | ----------------- | --------------- |
| Уопштено       | периапсис         | апоапсис        |
| Галаксија      | перигалактикон    | апогалактикон   |
| Звијезда       | периастрон        | апастрон        |
| Црна рупа      | перимелазма       | апомелазма      |
| Сунце          | перихел           | афел            |
| Меркур         | перихермион       | апохермион      |
| Венера         | перицитерион      | апоцитерион     |
| Земља          | перигеј           | апогеј          |
| Мјесец         | периселен/перилун | апоселен/аполун |
| Марс           | периареион        | апоареион       |
| Јупитер        | перизене          | апозене         |
| Сатурн         | перикрон          | апокрон         |
| Уран           | периуранион       | апоуранион      |
| Нептун         | перипосејдон      | апопосејдон     |